# Chaetonotus atrox
Chaetonotus atrox är en djurart som tillhör fylumet bukhårsdjur, och som beskrevs av Wilke 1954. Chaetonotus atrox ingår i släktet Chaetonotus och familjen Chaetonotidae. Artens status i Sverige är: . Inga underarter finns listade i Catalogue of Life.